# دنی کلپتون
دنی کلپتون (به انگلیسی: Danny Clapton) بازیکن فوتبال زادهٔ ۲۲ ژوئیه ۱۹۳۴ اهل کشور انگلستان بود که سابقهٔ بازی در تیم ملی فوتبال انگلستان را در کارنامهٔ خود دارد. وی در تاریخ ۲۶ نوامبر ۱۹۵۸ تنها بازی ملی خود را در مقابل تیم ملی فوتبال ولز انجام داد.